# Joseph Allon
Joseph Ball Allon (Gateshead, 12 novembre 1966) è un ex calciatore inglese, di ruolo attaccante.

## Carriera
Tra il 1984 ed il 1998 ha giocato con Newcastle United, Swansea City, Hartlepool United, Chelsea, Port Vale, Brentford e Lincoln City.

## Palmarès

### Club

#### Competizioni giovanili
- FA Youth Cup: 1

Newcastle: 1984-1985